# آراشان (شهرستان علم‌الدین)
آراشان (به لاتین: Arashan) یک منطقهٔ مسکونی در قرقیزستان است که در استان چوی واقع شده‌است. آراشان ۳٬۸۳۲ نفر جمعیت دارد.